# Pterothrixidia ancyrensis
Pterothrixidia ancyrensis är en fjärilsart som beskrevs av Hans Georg Amsel 1954. Pterothrixidia ancyrensis ingår i släktet Pterothrixidia och familjen mott. Inga underarter finns listade i Catalogue of Life.